# Álvaro del Amo Cano
Álvaro del Amo Cano (Madrid, 20 de enero de 1990) es un deportista español que compite en atletismo adaptado. Ganó dos medallas en los Juegos Paralímpicos de París 2024, bronce en lanzamiento de disco y bronce en lanzamiento de peso, ambas en la clase F11

## Palmarés internacional
| Juegos Paralímpicos | Juegos Paralímpicos | Juegos Paralímpicos | Juegos Paralímpicos |
| Año                 | Lugar               | Medalla             | Prueba              |
| ------------------- | ------------------- | ------------------- | ------------------- |
| 2024                | París (Francia)     | Medalla de bronce   | Disco F11           |
| 2024                | París (Francia)     | Medalla de bronce   | Peso F11            |